# Østerådalen
Østerådalen er en ådal og et rekreativt område langs åen Østerå syd for Aalborg.
Østerådalen er et naturskønt område, der benyttes flittigt til gåture, løbeture og cykelture. Området indeholder rige muligheder for at benytte naturen midt i byen. Mange hundeejere anvender hundeskoven til at lade hunden gå løs og møde andre hunde i frie omgivelser, og der er fine parkeringsmuligheder lige ved hundeskoven. Der er et rigt fugleliv i området, og der gøres mange fugleobservationer.
Der er flere kolonihaveforeninger i området omkring Østerådalen: Draget, Engen, Højbogård, Ådalen og Ålykke

## Østerådalen Nord
Området er ca. 100 ha stort og er beliggende ca. 3 km syd for Aalborg Centrum.

### Østeraadalen trinbræt
Aalborg-Hadsund Jernbane gik gennem dalen og krydsede Østerå. Efter at denne bane blev nedlagt, indgik sporet i havnebanen til Østhavnen. Limfjordsbanen, der er en afdeling af Dansk Jernbane-Klub, fik lov til at køre veterantog her og oprettede Østeraadalen trinbræt ved broen over åen og tæt på kolonihaverne.

## Østerådalen Syd
Den sydlige del af dalen strækker sig nordpå fra Bonderup Bro nær Ferslev forbi Svenstrup til Indkildevej ved Gug i Aalborg.
Der er siden 1995 foretaget genslyngning af Østerå, kilderestaurering og etablering af lavvandede fuglesøer. Desuden er der i 2006 etableret en ny stiforbindelse, der gør det muligt at cykle og gå fra Svenstrup til Aalborg Centrum.